# Nový kult
Nový kult byl teoretický politický časopis českého anarchismu, který vycházel v letech 1897–1905. Jeho šéfredaktorem byl Stanislav Kostka Neumann. Většina českých přispěvatelů tohoto časopisu je řazena mezi tzv. anarchistické buřiče.

## Vznik a vývoj
Vzniku Nového kultu předcházela spolupráce S. K. Neumanna s Moderní revue v letech 1895–1897, která, podle Neumannových slov, s anarchistickou ideologií „koketovala“.
Přímým předchůdcem byl stejnojmenný časopis, jehož vydavateli byli A. V. Haber a A. P. Kalina, redaktorem V. Miňovský. Od února do dubna 1897 vyšla čtyři čísla, do kterých přispíval i S. K. Neumann. Ve svých vzpomínkách uvedl Neumann, že z počátku se jednalo o literární a společenskou revue. Od roku 1900, pod vlivem lednových hornických stávek, zejména na Ostravsku, Kladensku a dalšího sblížení s proletariátem přešel na pozice komunistického anarchismu. 
V prvních dvou ročnících, kdy se na orientaci časopisu projevovala Neumannova blízkost k dekadenci a symbolismu a zaměření na myšlenky anarchismu, přispívali do Nového kultu tvůrci jako Otokar Březina, Jiří Karásek ze Lvovic, Antonín Sova, Otakar Theer. Nový kult též uveřejnil texty tehdy začínajících básníků Františka Gellnera a Karla Tomana. Zahraniční příspěvky pocházely např. od Charlese Baudelaira, Freidricha Nietzscheho, Walta Whitmana, Stanisława Przybyszewski či Émila Zoly.
Od třetího ročníku, v souvislosti se změnou orientace časopisu, vzrostly příspěvky představitelů mezinárodního anarchismu jako byli Jean Grave, Petr Kropotkin, Charles Malato, Ferdinand Domela Nieuwenhuis a další. Většinu publicistických článků psal pod různými pseudonymy S. K. Neumann; ten také pro literární část časopisu soustředil řadu mladých básníků, kteří zastávali protidekadentní postoje a sympatizovali s anarchismem. Patřili mezi ně např. František Gellner, Karel Toman, Fráňa Šrámek, Jiří Mahen, Marie Majerová, Jan Opolský. Do tohoto okruhu patřil i Viktor Dyk, který sice s Neumannovými názory nesouhlasil, byl však jeho přítelem.

## Zánik Nového kultu
Problémem Nového kultu byl nedostatek předplatitelů (a tedy finančních prostředků) a časté cenzurní zásahy. V roce 1904 opustil Neumann svou manželku Kamillu a přesídlil se svou pozdější druhou manželkou Boženou Hodačovou do Vídně. I to ztížilo vydávání časopisu. V ročníku 1904–1905 tak vyšlo do února 1905 celkem posledních 8 čísel. V dubnu 1905 se přestěhoval s Boženou Hodačovou k jejím rodičům do Řečkovic u Brna, kde začal vydávat Anarchistickou revue.

## Polemiky
Nový kult se nevyhnul, zejména poté, co převzal orientaci S. K. Neumanna, kritice českých intelektuálů. Např. F. X. Šalda zveřejnil v Lumíru v dubnu 1900 polemický text Staré modly nově natřené adresovaný pseudonymu Mortuus (Arnošt Procházka). V témže čísle Lumíra se vůči kolektivistickému pojetí umění vymezili (většinou dřívější přispěvatelé) F. X. Šalda, Otakar Theer, Karel Sezima, Ladislav Veltruský, Otokar Šimek a Jan z Wojkowicz: 
| „ | „Nový kult prohlašuje svobodu individua; a zároveň chce podrobiti umělce jedné straně, jedné třídě.“) | “ |

Proti nepřátelství vůči českým Židům, které urážlivě vyjádřil S. K. Neumann (pod pseudonymem Marius), se vymezil židovský tisk.

## Neumannův zpětný pohled
O třicet let později, když již zcela přešel na marxistické stanovisko, hodnotil S. K. Neumann existenci Nového kultu a mladistvé anarchistické názory skepticky:
| „                                 | Nezbylo z toho mnoho. Trocha lyriky, většinou ještě zelené, první prósy Šrámkovy, Gelnerovy obrázky, trocha překladů... Co jsme učinili pro anarchism zapadlo navždy. Není a nebude vědeckého a skutečně průbojného socialismu (komunismu) bez Marxe a proti Marxovi, a my jsme se mu z nevědomosti posmívali, pěstujíce maloměšťáckou a líbivou ideologii. Byli jsme velmi mladí v dobách, kdy mládí bylo mnohem nerozumnější, než dnes. | “ |
| — S. K. Neumann: Vzpomínky (1931) | |   |